# Carmelo La Torre
Carmelo La Torre (Scalea, 4 marzo 1954 – Scalea, 20 febbraio 2024) è stato un calciatore italiano, di ruolo centrocampista.

## Carriera
Nel corso della carriera totalizzò 119 presenze e 9 reti in Serie B con le maglie di Ternana e Bari.